# Ražanac
Ražanac es un municipio de Croacia en el condado de Zadar.

## Geografía
Se encuentra a una altitud de 5 m s. n. m. a 281 km de la capital nacional, Zagreb.

## Demografía
En el censo 2011 el total de población del municipio fue de 2940 habitantes, distribuidos en las siguientes localidades:
- Jovići - 344
- Krneza - 177
- Ljubač - 475
- Radovin - 549
- Ražanac - 943
- Rtina - 452

| Gráfica de población de Ražanac 1857-2011                           |
|                                                                     |
| Según los censos de población de la oficina estadística de Croacia. |